# AC/DC
AC/DC so avstralska rock skupina, ki je nastala decembra leta 1973 v Sydneyju in deluje še danes. Ustvarila sta jo brata Malcolm in Angus Young.Zraven pa z njima še  Colin Burgees,Dave Evans in Larry van Kreidt. Po vsem svetu so prodali že okoli 200 milijonov plošč. Njihov najuspešnejši album Back In Black so izdali leta 1980 in samo v ZDA prodali okoli 24 milijonov primerkov. Uvrstil se je v top 5 najbolj prodajanih albumov na svetu. Skupina je imela dva prepoznavna pevca. Prvi je bil Bon Scott, ki je pel v skupini v obdobju od 1974 do 1980 leta. Umrl je zaradi zastrupitve z alkoholom. Drugi je Brian Johnson, ki je pel v skupini od leta 1980 do 2016, nato pa je odšel iz skupine zaradi težav s sluhom. Njihov prvi album je bil High Voltage v 1975. 
Angus in Malcolm sta dobila idejo za ime ko sta videla kratico AC/DC na šivalnem stroju. 
Njihov najbolj legendarni koncert je bil v Doningtonu, kjer so igrali pred 240.000 ljudmi. 
So pionirji heavy metala in hard rocka, čeprav sami trdijo, da je njihova glasba predvsem rock 'n' roll. Verjetno so najbolj prepoznavna in najboljša rock skupina kar jih je kdajkoli prišlo iz Avstralije.
Nekateri albumi:
-High Voltage
-Highway to hell
-Back in black
-For those about rock(We salute you)
-Black ice...

## Člani
| Leto        | Ritem kitara/vokali | Glavna kitara | Glavni vokali | Bas/vokali       | Bobni         | Album                       |  |
| ----------- | ------------------- | ------------- | ------------- | ---------------- | ------------- | --------------------------- |  |
| 1973        | Malcolm Young       | Angus Young   | Dave Evans    | Larry Van Kriedt | Colin Burgess |                             |  |
| 1974        | Malcolm Young       | Angus Young   | Dave Evans    | Rob Bailey       | Peter Clack   |                             |  |
| 1975        | Malcolm Young       | Angus Young   | Bon Scott     | George Young     | Tony Currenti | High Voltage                |  |
| 1976        | Malcolm Young       | Angus Young   | Bon Scott     | Mark Evans       | Phil Rudd     | T.N.T., Dirty Deeds         |  |
| 1977        | Malcolm Young       | Angus Young   | Bon Scott     | Mark Evans       | Phil Rudd     | Let There Be Rock           |  |
| 1978        | Malcolm Young       | Angus Young   | Bon Scott     | Cliff Williams   | Phil Rudd     | Powerage, If You Want Blood |  |
| 1979        | Malcolm Young       | Angus Young   | Bon Scott     | Cliff Williams   | Phil Rudd     | Highway to Hell             |  |
| 1980        | Malcolm Young       | Angus Young   | Brian Johnson | Cliff Williams   | Phil Rudd     | Back in Black               |  |
| 1981        | Malcolm Young       | Angus Young   | Brian Johnson | Cliff Williams   | Phil Rudd     | For Those About to Rock     |  |
| 1982        | Malcolm Young       | Angus Young   | Brian Johnson | Cliff Williams   | Phil Rudd     |                             |  |
| 1983        | Malcolm Young       | Angus Young   | Brian Johnson | Cliff Williams   | Phil Rudd     | Flick of the Switch         |  |
| 1984        | Malcolm Young       | Angus Young   | Brian Johnson | Cliff Williams   | Simon Wright  |                             |  |
| 1985        | Malcolm Young       | Angus Young   | Brian Johnson | Cliff Williams   | Simon Wright  | Fly on the Wall             |  |
| 1986        | Malcolm Young       | Angus Young   | Brian Johnson | Cliff Williams   | Simon Wright  | Who Made Who                |  |
| 1987        | Malcolm Young       | Angus Young   | Brian Johnson | Cliff Williams   | Simon Wright  |                             |  |
| 1988        | Malcolm Young       | Angus Young   | Brian Johnson | Cliff Williams   | Simon Wright  | Blow Up Your Video          |  |
| 1989        | Malcolm Young       | Angus Young   | Brian Johnson | Cliff Williams   | Simon Wright  |                             |  |
| 1990        | Malcolm Young       | Angus Young   | Brian Johnson | Cliff Williams   | Chris Slade   | The Razor's Edge            |  |
| 1991        | Malcolm Young       | Angus Young   | Brian Johnson | Cliff Williams   | Chris Slade   |                             |  |
| 1992        | Malcolm Young       | Angus Young   | Brian Johnson | Cliff Williams   | Chris Slade   | Live                        |  |
| 1993        | Malcolm Young       | Angus Young   | Brian Johnson | Cliff Williams   | Chris Slade   |                             |  |
| 1994        | Malcolm Young       | Angus Young   | Brian Johnson | Cliff Williams   | Chris Slade   |                             |  |
| 1995        | Malcolm Young       | Angus Young   | Brian Johnson | Cliff Williams   | Phil Rudd     | Ballbreaker                 |  |
| 1996        | Malcolm Young       | Angus Young   | Brian Johnson | Cliff Williams   | Phil Rudd     |                             |  |
| 1997        | Malcolm Young       | Angus Young   | Brian Johnson | Cliff Williams   | Phil Rudd     |                             |  |
| 1998 KAVSAR | Malcolm Young       | Angus Young   | Brian Johnson | Cliff Williams   | Phil Rudd     |                             |  |
| 1999        | Malcolm Young       | Angus Young   | Brian Johnson | Cliff Williams   | Phil Rudd     |                             |  |
| 2000        | Malcolm Young       | Angus Young   | Brian Johnson | Cliff Williams   | Phil Rudd     | Stiff Upper Lip             |  |
| 2001        | Malcolm Young       | Angus Young   | Brian Johnson | Cliff Williams   | Phil Rudd     |                             |  |
| 2002        | Malcolm Young       | Angus Young   | Brian Johnson | Cliff Williams   | Phil Rudd     |                             |  |
| 2003        | Malcolm Young       | Angus Young   | Brian Johnson | Cliff Williams   | Phil Rudd     |                             |  |
| 2004        | Malcolm Young       | Angus Young   | Brian Johnson | Cliff Williams   | Phil Rudd     |                             |  |
| 2005        | Malcolm Young       | Angus Young   | Brian Johnson | Cliff Williams   | Phil Rudd     |                             |  |
| 2006        | Malcolm Young       | Angus Young   | Brian Johnson | Cliff Williams   | Phil Rudd     |                             |  |
| 2007        | Malcolm Young       | Angus Young   | Brian Johnson | Cliff Williams   | Phil Rudd     |                             |  |
| 2008        | Malcolm Young       | Angus Young   | Brian Johnson | Cliff Williams   | Phil Rudd     | Black Ice                   |  |
| 2009        | Malcolm Young       | Angus Young   | Brian Johnson | Cliff Williams   | Phil Rudd     | Live                        |  |
| 2010        | Malcolm Young       | Angus Young   | Brian Johnson | Cliff Williams   | Phil Rudd     |                             |  |
| 2011        | Malcolm Young       | Angus Young   | Brian Johnson | Cliff Williams   | Phil Rudd     |                             |  |
| 2012        | Malcolm Young       | Angus Young   | Brian Johnson | Cliff Williams   | Phil Rudd     |                             |  |
| 2013        | Malcolm Young       | Angus Young   | Brian Johnson | Cliff Williams   | Phil Rudd     |                             |  |
| 2014        | Stevie Young        | Angus Young   | Brian Johnson | Cliff Williams   | Phil Rudd     | Rock Or Bust                |  |
| 2015        | Stevie Young        | Angus Young   | Axl Rose      | Cliff Williams   | Chris Slade   |                             |  |
| 2016        | Stevie Young        | Angus Young   | Axl Rose      | Cliff Williams   | Chris Slade   |                             |  |
| 2020        | Stevie Young        | Angus Young   | Brian Johnson | Cliff Williams   | Chris Slade   | power up                    |  |